# Волариці
44°53′ пн. ш. 14°57′ сх. д. / 44.88° пн. ш. 14.95° сх. д.
Волариці (хорв. Volarice) — населений пункт у Хорватії, у Лицько-Сенській жупанії у складі міста Сень.

## Населення
Населення за даними перепису 2011 року становило 86 осіб.
Динаміка чисельності населення поселення:

## Клімат
Середня річна температура становить 8,46 °C, середня максимальна – 19,66 °C, а середня мінімальна – -3,70 °C. Середня річна кількість опадів – 1435 мм.
| Клімат поселення                              | Клімат поселення | Клімат поселення | Клімат поселення | Клімат поселення | Клімат поселення | Клімат поселення | Клімат поселення | Клімат поселення | Клімат поселення | Клімат поселення | Клімат поселення | Клімат поселення | Клімат поселення |
| Показник                                      | Січ.             | Лют.             | Бер.             | Квіт.            | Трав.            | Черв.            | Лип.             | Серп.            | Вер.             | Жовт.            | Лист.            | Груд.            |                  |
| Середній максимум, °C                         | 6,10             | 5,46             | 7,06             | 10,62            | 15,73            | 19,66            | 19,63            | 19,50            | 15,64            | 11,70            | 7,00             | 5,31             |                  |
| Середня температура, °C                       | 1,52             | 0,88             | 2,48             | 6,05             | 11,15            | 15,08            | 17,24            | 17,11            | 13,24            | 9,29             | 4,60             | 2,93             |                  |
| Середній мінімум, °C                          | −3,06            | −3,7             | −2,1             | 1,47             | 6,58             | 10,49            | 14,85            | 14,72            | 10,85            | 6,89             | 2,22             | 0,55             |                  |
| Норма опадів, мм                              | 106              | 103              | 105              | 116              | 102              | 111              | 69               | 92               | 136              | 162              | 184              | 149              |                  |
| Середньомісячна швидкість вітру, м/с          | 4.09             | 4.18             | 4.10             | 3.75             | 3.40             | 3.20             | 3.10             | 3.12             | 3.48             | 3.88             | 4.38             | 4.50             |                  |
| Середньомісячна сонячна радіація, кДж/м²·день | 4689             | 7542             | 10811            | 15327            | 19544            | 21133            | 23002            | 19823            | 14536            | 9577             | 5073             | 4018             |                  |
| --------------------------------------------- | ---------------- | ---------------- | ---------------- | ---------------- | ---------------- | ---------------- | ---------------- | ---------------- | ---------------- | ---------------- | ---------------- | ---------------- | ---------------- |
| Джерело:                                      |                  |                  |                  |                  |                  |                  |                  |                  |                  |                  |                  |                  |                  |